# Осада Валансьена (1656)
Осада Валансьена (фр. Siège de Valenciennes) — военная операция во время франко-испанской войны (1635—1659), в результате которой 16 июля 1656 года была одержана победа испанской армии Хуана Хосе Австрийского над французской армией маршала де Тюренна. Стала одной из последних великих испанских побед 17 века и одним из редких поражений Тюренна за всю его карьеру.

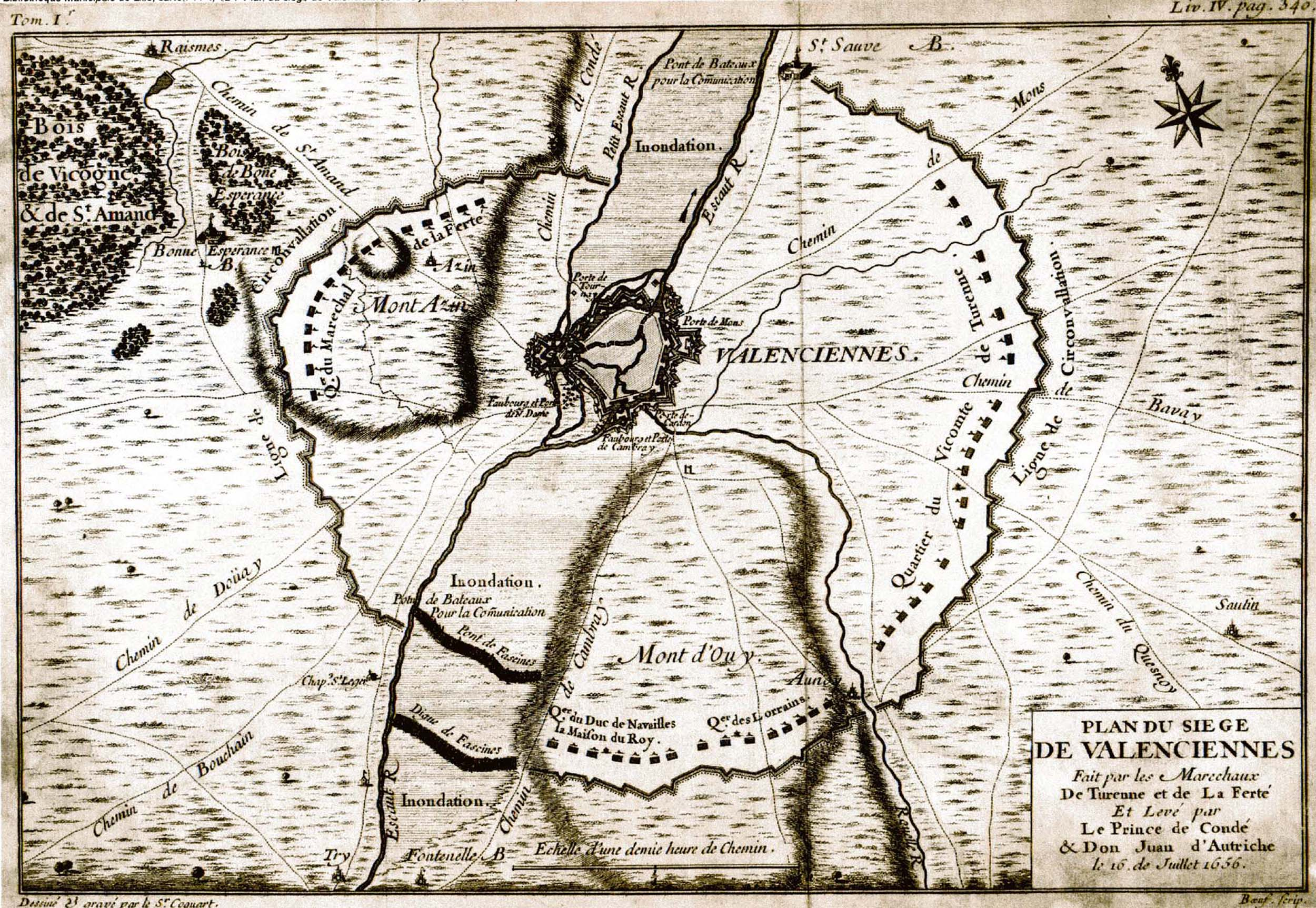
Карта осады Валансьена в 1656 г.

18 мая 1656 года французская армия под командованием Тюренна начала осаду стратегического города Валансьен, защищаемого испанским гарнизоном под командованием Франсиско де Менесеса. Тюренн разделил свои силы: маршал Ла-Ферте стоял с меньшим контингентом к западу от города на холме Мон-Азен, а Тюренн образовал полукруг на востоке. Хорошо организованная осада постепенно ослабила защитников. В конце июня новый губернатор Нидерландов Хуан Хосе Австрийский решил прийти на помощь городу, положение которого стало критическим. В ночь на субботу 15 июля, когда крепость уже была готова пасть, появилась испанская армия.
Луи II де Бурбон-Конде, фрондёр, сражавшийся на стороне испанцев, приказал затопить районы к югу и северу от города водами Шельды, разделив таким образом два корпуса французской армии: корпус Тюренна и корпус Ла-Ферте. Два французских лагеря теперь будут соединены простым фашинным мостом. 

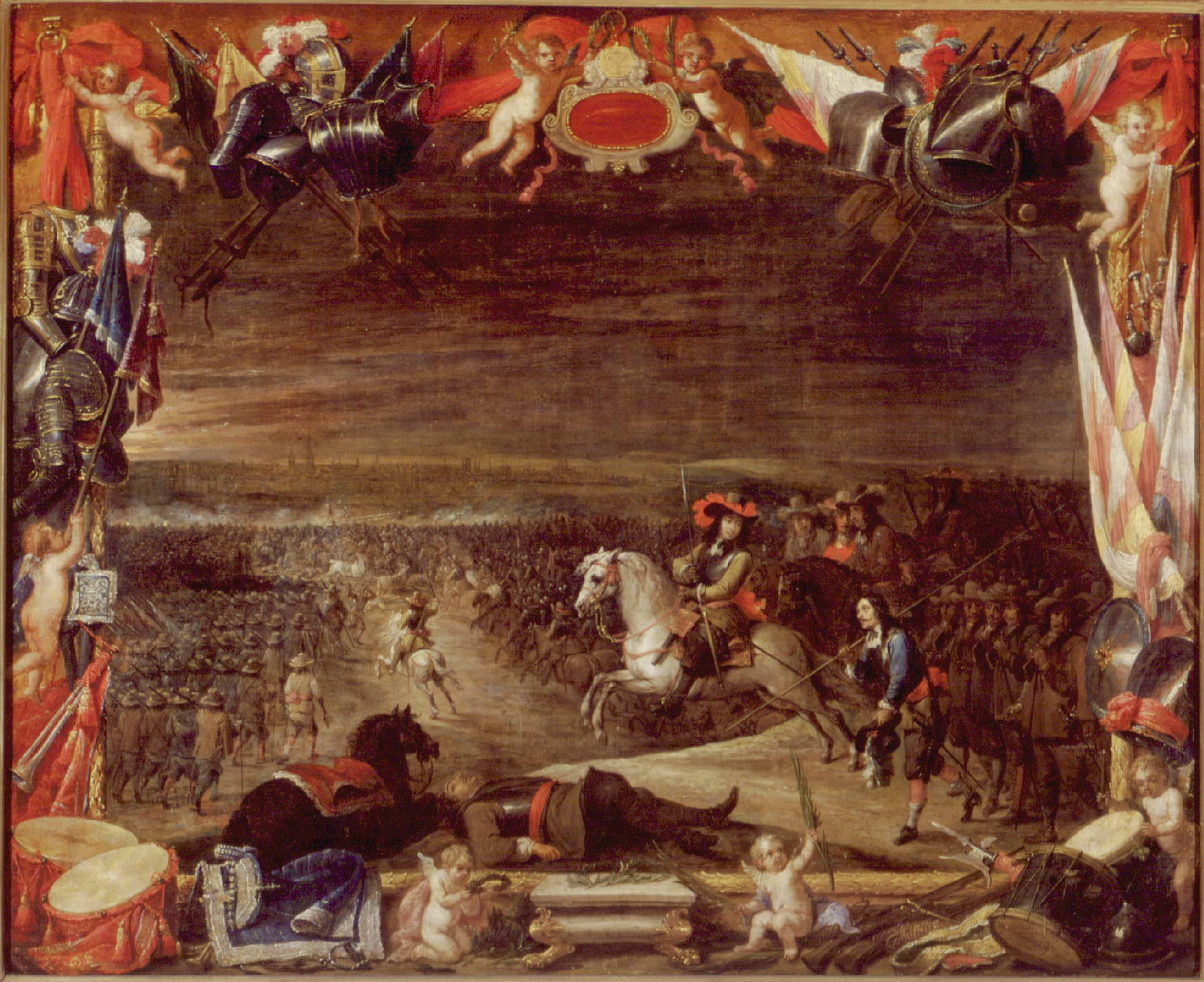
Дон Хуан Хосе Австрийский — победитель

В ночь с 15 на 16 июля Конде атаковал лагерь Ла-Ферте с тыла и разгромил его. Испанцы захватили в плен 77 французских офицеров, в том числе Ла-Ферте, 1200 солдат, их обоз и все продовольствие, включая 50 пушек. Из дивизии Ла-Ферте только 2000 человек сумели спастись, бросив оружие и бежав. Затем Хуан Хосе Австрийский возглавил кавалерийскую атаку 4 тысяч на лагерь Тюренна, но последний отразил это нападение и попытался, но тщетно, оказать помощь Ла-Ферте. Оказавшись в меньшинстве, Тюренн был вынужден снять осаду и отступить в сторону Ле-Кенуа.
Затем Тюренн отвел свою армию в Берлемон, но вскоре передвинулся в Инши, чтобы опустошить бассейн Лиса, стремясь таким образом отвлечь испанскую армию от осады крепости Конде. Хуан Австрийский не снял осаду, и 18 августа французский гарнизон Конде, насчитывавший более 3000 человек, сдался испанской армии.